# Crinet
Eine Crinet (englisch horse crinet) ist eine historische europäische Schutzwaffe für den Hals von Schlachtrössern.

## Beschreibung
Die Crinet besteht in der Regel aus Stahl. Sie dient bei Pferden dazu, den Hals während kriegerischer Auseinandersetzungen vor Schlägen mit dem Schwert oder Stichen mit der Lanze zu schützen. Die einzelnen Platten sind halbrund geformt und überlappend miteinander verbunden. Die Nieten der Befestigung sind locker montiert, um sich den Bewegungen des Tiers anzupassen. Die Crinet reicht von kurz hinter den Ohren des Pferdes bis kurz vor den Sattel. Am Kopf- und am Sattelende sind Lederriemen befestigt, mit denen sie mit Sattel und der Rossstirn verbunden werden kann. An manchen Crinets ist am unteren Rand eine Kettenpanzerung angebracht. Es gibt weltweit verschiedene Versionen, die sich in Material, Bauart und Dekoration unterscheiden.